# Shannon Stewart
Pour les articles homonymes, voir Stewart.
Shannon Stewart, (née le 25 mai 1978, Bâton-Rouge (Louisiane, É.-U.) est une mannequin et actrice américaine. Elle a été playmate dans l'édition de juin 2000 de Playboy (reportage photographique par Stephen Wayda).

## Apparitions dans les numéros spéciaux dePlayboy
- Playboy's Nude Playmates, Avril 2001 - pages 10-11.
- Playboy's Girls of Summer, Mai 2001.
- Playboy's Book of Lingerie, vol. 81, septembre 2001.
- Playboy's Playmates in Bed, vol. 5, novembre 2001.
- Playboy's Nude Playmates, april 2002 - couverture, pages 1-5, 80-83.
- Playboy's Playmates in Bed, vol. 6, décembre 2002 - pages 50-55.
- Playboy's Book of Lingerie, vol. 89, janvier 2003.
- Playboy's Nude Playmates Avril 2003 - pages 50-55.

## Filmographie
- Playboy: No Boys Allowed, 100% Girls 3 (2006)
- Playboy Playmate DVD Calendar Collection: 2000-2005 (2006)
- Playboy: 50 Years of Playmates (2004)
- Everlast - Live in Concert from the Playboy Mansion (2004)
- Playboy Wet and Wild Live! Backstage Pass (2002)
- Playboy: Barefoot Beauties (2002)
- Playboy Video Playmate Calendar 2002
- Playboy Roommates (2001)
- Playmates Unwrapped (2001)
- Playmates On the Catwalk (2001)
- Wet & Wild: Slippery When Wet (2000)